# 1997 AN22
1997 AN22 är en asteroid i huvudbältet som upptäcktes den 11 januari 1997 av Beijing Schmidt CCD Asteroid Program vid Xinglong-observatoriet.
Asteroiden har en diameter på ungefär 12 kilometer och den tillhör asteroidgruppen Eos.